# Islamic Republic of Iran News Network
Islamic Republic of Iran News Network (IRINN) är en iransk nyhetskanal som ägs av Islamic Republic of Iran Broadcasting, med huvudkontor i Jame Jam Park i Teheran. Huvudprogrammen är politiska, men TV-kanalen sänder även nyhetsprogram om politik, vetenskap och medicin. Kanalen är i huvudsak persiskspråkig, även om det finns ett fåtal program på engelska och arabiska.